# Charles Moulin
Charles Lucien Moulin (Lilla, 6 gennaio 1869 – Isernia, 21 marzo 1960) è stato un pittore francese.

## Biografia
Charles Lucien Moulin nasce a Lille, in Francia, il 6 gennaio 1869, figlio di Gustave, artigiano, e di Sophie Salembier. Le prime notizie sulla sua formazione risalgono al 1888, quando arriva a Parigi ed entra all'Ecole des Beux-Arts, dove diventa amico di Henri Matisse e Georges Henri Rouault. Suoi maestri sono Gabriel Ferrier, professore di anatomia, Olivier Merson, Joseph-Nicolas Robert-Fleury e, soprattutto, William-Adolphe Bouguereau.
Moulin giunge per la prima volta in Italia nel 1896, anno in cui vince il Prix de Rome, la celebre borsa di studio dell'Accademia di Francia. Dopo un soggiorno ad Anticoli Corrado, nel 1911 si reca a Castelnuovo al Volturno con l'intenzione di fermarsi alcuni giorni. Si trattiene invece in paese per un anno, poi – fino allo scoppio della prima guerra mondiale – alterna lunghi soggiorni tra Castelnuovo e Anticoli, e diverse partecipazioni al Salon di Parigi. Dopo il 1919 si trasferisce definitivamente in Molise, dove rimarrà di fatto per tutta la vita. Si assenta dal 1924 al 1927 per andare negli Stati Uniti in compagnia dell'amico Carlos Baca-Flor; fino al 1947 viaggia in Francia, tuttavia col passare degli anni dirada progressivamente i suoi rientri in patria.

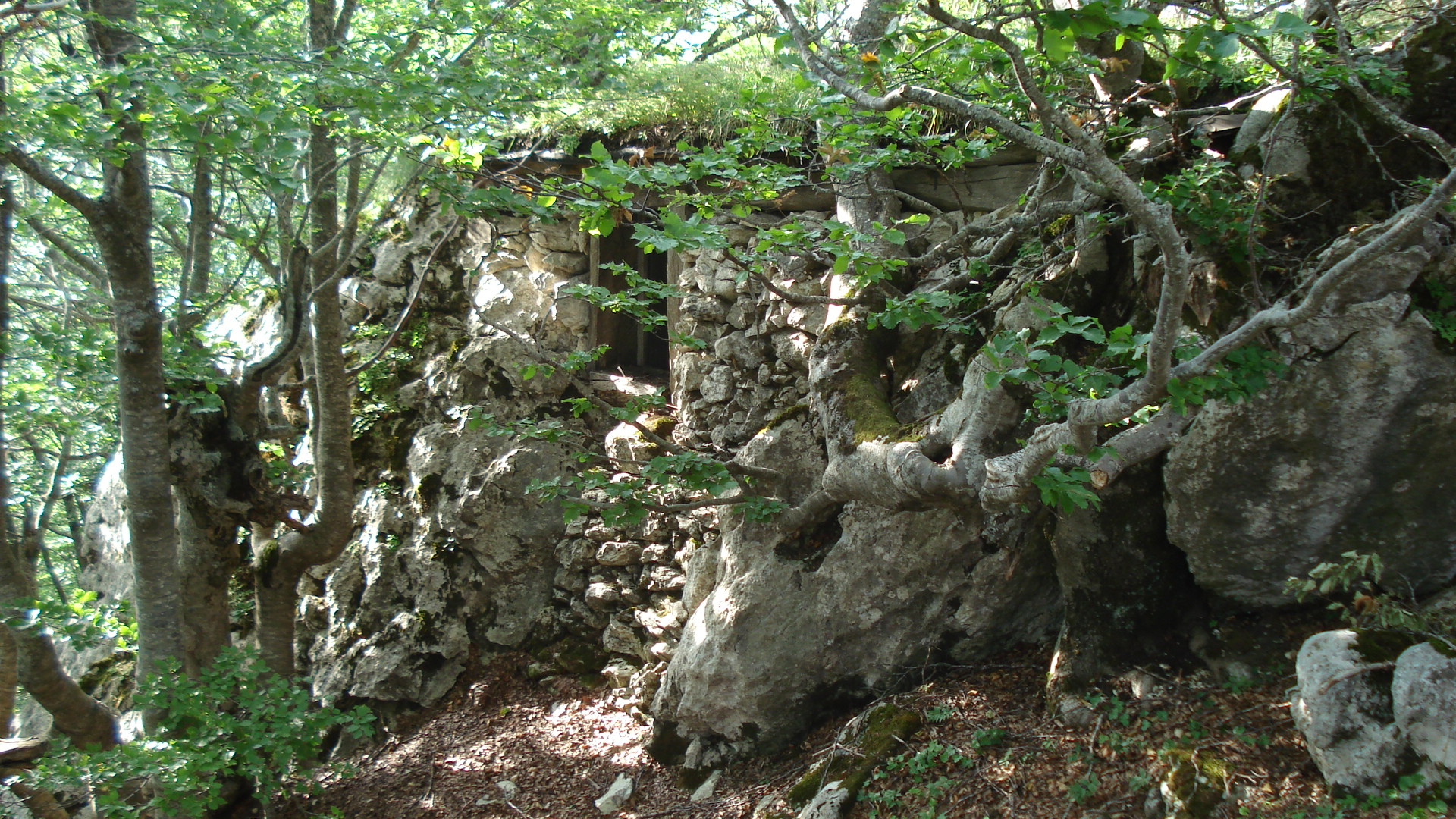
Abitazione del pittore sulla cima del Monte Marrone; la piccola costruzione fu realizzata dallo stesso Moulin utilizzando esclusivamente materiale locale e tirando i muri a secco

Moulin conduce in Molise un'esistenza singolare, vivendo per lunghi periodi dell'anno sulla cima del Monte Marrone in un eremo costruito da lui stesso, volontariamente isolato, ma a completo contatto con la natura, fonte per la propria ispirazione.
Muore presso la clinica Pansini di Isernia il 21 marzo del 1960 ed è sepolto a Castelnuovo al Volturno. La maggior parte delle opere di Charles Moulin si trova in collezioni private. 

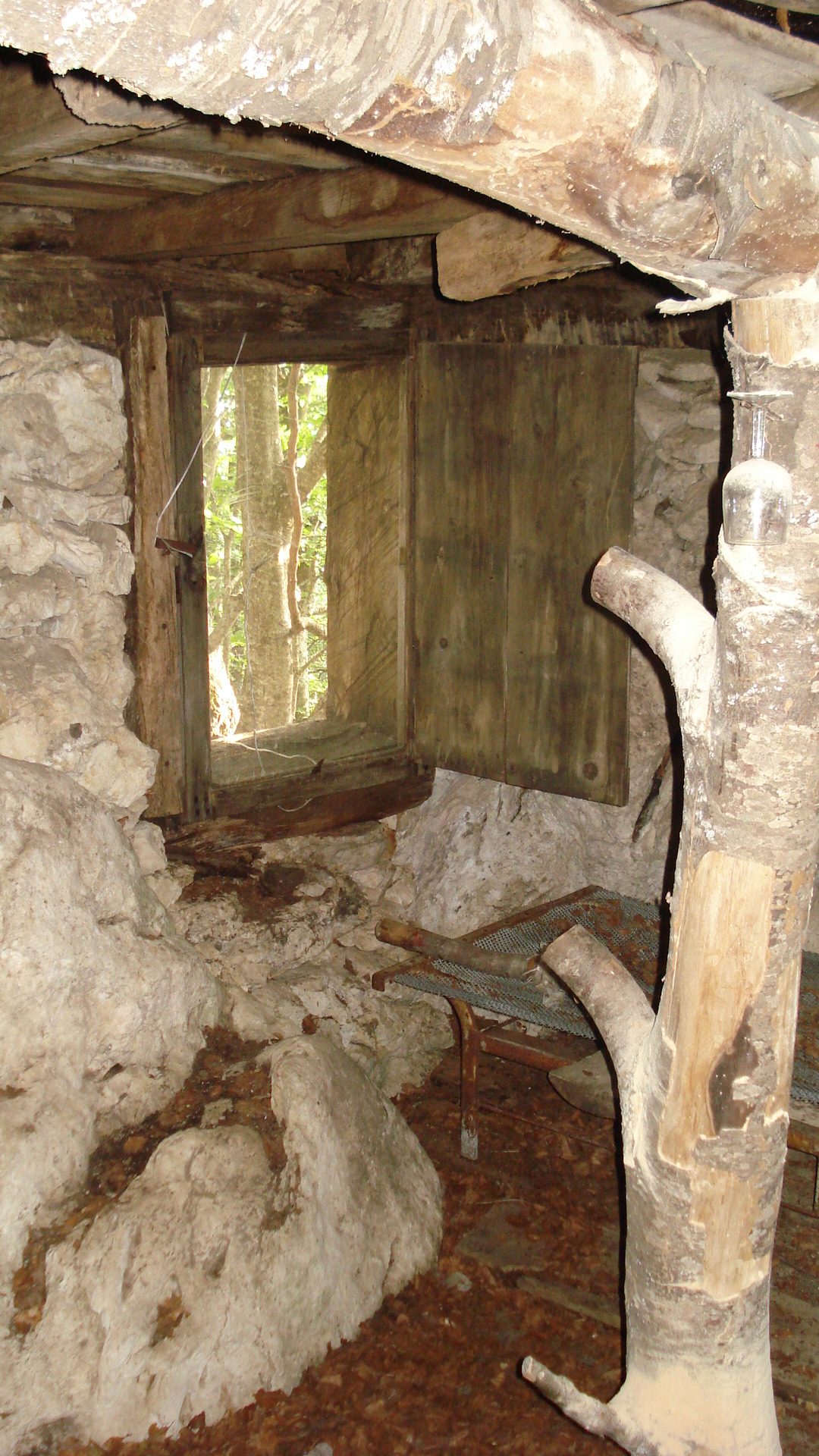
L'interno della casa

A Rocchetta a Volturno, presso il Comune, si trovano tre suoi quadri raffiguranti Castelnuovo nel 1944, mentre al Museo di Palazzo Pistilli a Campobasso è conservato un autoritratto a pastello.

## Stile
Moulin non fu affiliato a nessuna delle correnti artistiche dell'epoca; la sua produzione si sostanzia in ritratti o paesaggi in cui il realismo dei soggetti è interpretato con freschezza poetica. Per ottenere gli effetti da lui ricercati si affidò prevalentemente alla tecnica del pastello, che offre il vantaggio di una esecuzione veloce e purezza di colore.
«Oggi, alla luce di personali ricerche ancora in fase di delineazione, posso sbilanciarmi nel definire finalmente Charles Moulin come un simbolista, nei contenuti e nelle raffigurazioni, alla ricerca però della realtà oggettiva della luce, non tanto quindi uno sperimentatore della forma ma un pittore alla scoperta delle leggi autentiche del colore. "Io non vivo d'arte, vivo per l'arte" soleva ripetere perché il suo scopo non è stato mai quello di seguire le mode, accademiche, del suo tempo ma di osservare e analizzare la realtà fenomenica fatta di luce nel tentativo di ricavare norme ma soprattutto bellezza oggettiva e materiale. Del resto la sua enigmatica esistenza testimonia proprio tale investigazione ossessiva e poiché per vedere occorre sapere c'è bisogno di un distacco dal mondo e dalla mondanità per recuperare nella Natura, intesa come maestra di vita, la scaturigine della visione. Non quindi un abbandono della civiltà, come fece Gauguin per ritrovare nella società primitiva della Polinesia l'autenticità selvaggia della vita, e quindi delle forme, bensì un isolamento riflessivo che aprisse alla bellezza che commuove e incanta, senza mediazioni che non fossero quelle della vista. E poiché la luce è tra le principali manifestazioni artistiche e, dai tempi di Plotino, si lega all'Intelletto creatore, ecco che vi è una forte componente simbolica anche nel come viene presentata la realtà, e non solo nelle tematiche adoperate desunte in particolare da un'atemporale visione arcaica greca. Ma se la luce, come effetto delle forme materiali nell'immateriale, è da intendere nelle opere di Moulin in chiave simbolica lo è parimenti in chiave realistica in quanto concepita e studiata con spirito oggettivo e scientifico. Simbolo e realtà, quindi, in particolare nelle opere realizzate dopo il suo secondo, e definitivo, soggiorno a Castelnuovo vengono a collidere sul limite di un piano visivo sempre più trasfigurato dall'ossessiva ricerca della Verità e del Bello».
in Tommaso Evangelista, Charles Moulin. Un'impressione critica in D. Catalano, R. Venditto (a cura di), Pittura in Molise: Luoghi e Personaggi, “Archeomolise”, V, 16, luglio-settembre 2013, p. 56